# Championnat des Antilles néerlandaises de football 1977
Navigation
Saison précédente Saison suivante
La saison 1977 du Championnat des Antilles néerlandaises de football est la quatorzième édition de la Kopa Antiano, le championnat des Antilles néerlandaises. Les deux meilleures équipes de Curaçao et d'Aruba ainsi que le champion de Bonaire se rencontrent lors d'un tournoi inter-îles. Cependant, du fait du forfait des deux équipes arubaises, il n'y a que trois clubs engagés cette saison.
Les trois clubs qualifiés sont regroupés au sein d'une poule unique où chaque équipe rencontre deux fois ses adversaires. L'équipe en tête de la poule est sacrée championne des Antilles néerlandaises.
C'est le CRKSV Jong Holland qui est sacré cette saison après de nombreux rebondissements au cours de la compétition. Il s’agit du second titre de champion des Antilles néerlandaises de l’histoire du club.
Le vainqueur de la Kopa Antiano se qualifie pour la Coupe des champions de la CONCACAF 1978.

## Compétition
Le barème utilisé pour établir le classement est le suivant :
- Victoire : 2 points
- Match nul : 1 point
- Défaite : 0 point

### Championnat d'Aruba
- Le SV Dakota est sacré champion d'Aruba, devant le SV Estrella. Les deux clubs se qualifient pour la Kopa Antiano mais renoncent à y participer, car ils souhaitent obtenir les mêmes conditions financières que les clubs de Curaçao, demande rejetée par la fédération.

### Championnat de Bonaire
- Le SV Juventus est sacré champion de Bonaire et se qualifie pour la Kopa Antiano.

### Championnat de Curaçao
| Rang | Équipe                     | Pts | J  | G  | N | P  | Bp | Bc | Diff |
| ---- | -------------------------- | --- | -- | -- | - | -- | -- | -- | ---- |
| 1    | CRKSV Jong ColombiaT       | 26  | 16 | 11 | 4 | 1  | 28 | 11 | +17  |
| 2    | CRKSV Jong Holland         | 20  | 16 | 8  | 4 | 4  | 27 | 16 | +11  |
| 3    | RKSV Scherpenheuvel        | 19  | 16 | 8  | 3 | 5  | 24 | 18 | +6   |
| 4    | Union Deportivo Banda Abou | 18  | 16 | 6  | 6 | 4  | 15 | 10 | +5   |
| 5    | Sport Unie Brion-Trappers  | 17  | 16 | 7  | 3 | 6  | 21 | 20 | +1   |
| 6    | RKSV Centro Dominguito     | 15  | 16 | 5  | 5 | 6  | 11 | 15 | -4   |
| 7    | RKVFC Sithoc               | 14  | 16 | 6  | 2 | 8  | 25 | 28 | -3   |
| 8    | SV Deportivo Portugués     | 11  | 16 | 4  | 3 | 9  | 17 | 24 | -7   |
| 9    | VESTA WillemstadP          | 4   | 16 | 2  | 0 | 14 | 12 | 38 | -26  |

|  | Champion de Curaçao 1976 et qualification pour la Kopa Antiano |
|  | Qualification pour la Kopa Antiano                             |
|  | Participation au barrage de promotion-relégation               |
|  | Relégation directe en B-Klasse                                 |
|  | T : Tenant du titre P : Promu de deuxième division             |

Barrage de promotion-relégation :
| Équipe 1             | Résultat | Équipe 2               | Aller | Retour |
| -------------------- | -------- | ---------------------- | ----- | ------ |
| SV Victory Boys (D2) | 6 - 0    | SV Deportivo Portugués | 6 - 0 | -      |

- Le SV Deportivo Portugués déclare forfait pour le match retour, il est relégué en deuxième division alors que le SV Victory Boys est promu parmi l'élite.

### Kopa Antiano
Les trois clubs engagés s'affrontent en matchs aller-retour. Le classement à l'issue des rencontres est le suivant :
| Rang | Équipe               | Pts | J | G | N | P | Bp | Bc | Diff |  | Résultats (▼ dom., ► ext.) | JCo | Juv | JHo |
| ---- | -------------------- | --- | - | - | - | - | -- | -- | ---- |  | -------------------------- | --- | --- | --- |
| 1    | CRKSV Jong ColombiaT | 5   | 4 | 2 | 1 | 1 | 7  | 5  | +2   |  | CRKSV Jong ColombiaT       |     | 4-1 | 2-1 |
| 2    | SV Juventus          | 5   | 4 | 2 | 1 | 1 | 5  | 6  | -1   |  | SV Juventus                | 1-1 |     | 1-0 |
| 3    | CRKSV Jong Holland   | 2   | 4 | 1 | 0 | 3 | 4  | 5  | -1   |  | CRKSV Jong Holland         | 2-0 | 1-2 |     |

|  | Participation au match pour le titre |
|  | T : Tenant du titre                  |

Le CRKSV Jong Colombia et le SV Juventus terminent à égalité de points et doivent disputer un match décisif pour l'attribution du titre. Cependant, à la suite d'une réclamation du CRKSV Jong Holland, qui reproche au SV Juventus d'avoir aligné un joueur non-qualifié, la rencontre entre les deux formations doit être rejouée. Juventus choisit de ne pas rejouer la rencontre, ce qui entraîne son exclusion du championnat et l'annulation de tous ses résultats.
Le nouveau classement est donc :
| Rang | Équipe                  | Pts | J | G | N | P | Bp | Bc | Diff |  | Résultats (▼ dom., ► ext.) | JHo | JCo |
| ---- | ----------------------- | --- | - | - | - | - | -- | -- | ---- |  | -------------------------- | --- | --- |
| 1    | CRKSV Jong Holland      | 2   | 2 | 1 | 0 | 1 | 3  | 2  | +1   |  | CRKSV Jong Holland         |     | 2-0 |
| 2    | CRKSV Jong ColombiaT    | 2   | 2 | 1 | 0 | 1 | 2  | 3  | -1   |  | CRKSV Jong ColombiaT       | 2-1 |     |
| 3    | SV Juventus disqualifié |     |   |   |   |   |    |    |      |  |                            |     |     |

|  | Participation au match pour le titre |
|  | T : Tenant du titre                  |

Le CRKSV Jong Colombia conteste la décision d'exclure le SV Juventus et déclare forfait pour le match décisif pour le titre. Jong Holland est donc sacré champion.

## Bilan de la saison
| Championnat des Antilles néerlandaises de football 1977 |                               |
| Champion                                                | CRKSV Jong Holland (2e titre) |
| Qualifications continentales                            |                               |
| Coupe des champions de la CONCACAF 1978                 | CRKSV Jong Holland            |
| Promotions et relégations                               |                               |
| Promus en Kopa Antiano                                  | Aucun                         |
| Relégués                                                | Aucun                         |